# 不動産登記令
不動産登記令（ふどうさんとうきれい、英語: Real Property Registration Order）とは、日本の法令の1つで、不動産登記に関する手続について定めた政令である。法令番号は平成16年政令第379号。2004年（平成16年）12月1日に公布された。旧不動産登記法下においては、政令として不動産登記法施行令（昭和35年政令第228号）が存在したが、現不動産登記令と内容は一致していない。

## 概要
本令の上位には法律たる不動産登記法が存在し、下位には法務省の省令たる不動産登記規則が存在する。さらにその下位には通達として不動産登記事務取扱手続準則（2005年〈平成17年〉2月25日民二第456号通達）が存在する。
本令の内容は、不動産登記申請の際に登記所に提供すべき申請情報及びその添付情報を中心に構成されている（不動産登記法第18条・第26条等参照）。別表として、不動産登記を申請する際の申請情報と添付情報が、不動産登記の種類ごとに定められている。

## 構成
- 第1章 総則（第1条・第2条）
- 第2章 申請情報及び添付情報（第3条 - 第9条）
- 第3章 電子情報処理組織を使用する方法による登記申請の手続（第10条 - 第14条）
- 第4章 書面を提出する方法による登記申請の手続（第15条 - 第19条）
- 第5章 雑則（第20条 - 第27条）
- 附則

## 改正
1. 民法の一部を改正する法律の施行に伴う関係政令の整備に関する政令（平成17年政令第37号）[3]第18条により、本令に記載されている民法の条名が改められた
2. 不動産登記法等の一部を改正する法律の施行に伴う関係政令の整備に関する政令（平成17年政令第337号）[4]第1条により第21条第2項が追加され、不動産登記法第149条第1項の図面の内容が示された
3. 信託法及び信託法の施行に伴う関係法律の整備等に関する法律の施行に伴う法務省関係政令等の整備等に関する政令（平成19年政令第207号）[5]第42条により、信託登記に関する変更事項が示された
4. 借地借家法の一部を改正する法律の施行に伴う関係政令の整備に関する政令（平成19年政令第390号）[6]第3条により、本令に記載されている借地借家法の条名が改められた
5. 不動産登記令の一部を改正する政令（平成20年政令第1号）[7]により附則第5条が追加され、電子情報処理組織を使用する方法により登記の申請をする際には添付情報の一部を書面で提出することができる旨が示された
6. 信託法の施行に伴う関係法律の整備等に関する法律の一部の施行に伴う関係政令の整備に関する政令（平成22年政令第4号）[8]第3条により、受益証券発行信託の受益権の一部につき受益証券から株式等振替制度へ移行したことに伴い別表に添付情報が追加された。
7. 高齢者の居住の安定確保に関する法律等の一部を改正する法律の施行に伴う関係政令の整備に関する政令（平成23年政令第237号）[9]第4条により、本令に記載されている高齢者の居住の安定確保に関する法律の条名が改められた
8. 非訟事件手続法等の施行に伴う関係政令の整備に関する政令（平成24年政令第197号）[10]第46条により、本令に記載されている非訟事件手続法の条名が改められた。